# Ed Perlmutter
Edwin George Perlmutter, detto Ed (Denver, 1º maggio 1953), è un politico e avvocato statunitense, membro della Camera dei Rappresentanti per lo stato del Colorado dal 2007 al 2023.

## Biografia
Nato a Denver in una famiglia di origini polacche, Perlmutter si laureò in legge ed esercitò per vari anni la professione di avvocato e direttore di uno studio legale privato.
Nel 1995 venne eletto all'interno della legislatura statale del Colorado come membro del Partito Democratico e vi rimase per otto anni, fino al 2003.
Nel 2006 si candidò alla Camera dei Rappresentanti e riuscì a farsi eleggere, per poi farsi sempre riconfermare negli anni successivi. Nel 2022 decise di ritirarsi alla fine del 117º Congresso e lasciò il Congresso dopo sedici anni di permanenza.
Perlmutter è un democratico moderato e faceva parte della New Democrat Coalition.